# The Biggest Fan
The Biggest Fan è un film del 2002 diretto da Michael Criscione e Michael Meyer.

## Trama
Il teenager rubacuori Chris Trousdale, cantante della popolare boy band Dream Street si ritrova per caso nella casa di Debbie Worden, la sua più grande fan. Quando Debbie si accorge della sua presenza, gli propone di restare con lei per un'intera settimana e lui accetta.

## Produzione
Girato nel 2002, poco prima dello scioglimento della band Dream Street, il film non fu editato fino a conclusione della causa legale intentata da alcuni dei membri della band contro il manager del gruppo. Il film uscì in DVD solamente il 18 maggio 2005.

## Colonna sonora
Tutte le canzoni sono eseguite dai Dream Street, salvo eccezioni riportate in lista.
1. "It Happens Every Time" (Dance Remix)
2. "I'm Gonna Make You Love Me" (performed by Play featuring Chris Trousdale)
3. "I Miss You"
4. "Run Away" (eseguita dai Ruby Blue)
5. "You're Taking Me Over"
6. "With All My Heart"
7. "I Say Yeah" (nuova versione)
8. "Fallen for You" (eseguita dai Ruby Blue)
9. "That's What Girls Do" (eseguita dalle No Secrets)
10. "This Time" (versione acustica)
11. "Jennifer Goodbye" (nuova versione)

## Curiosità
- Curiosamente la locandina del film mostra un Chris Trousdale molto più adulto di quello che compare nel film. Motivo di ciò è che l'immagine del cantante usata per la locandina è una foto pubblicitaria del cantante scattata diversi anni dopo le riprese del film.
- Nel 2002 e nel 2003, Chris Trousdale fece molta pubblicità al film mostrandone anche alcuni spezzoni durante i suoi concerti.
- In Australia il film uscì solamente nel 2007.